# Viscount Hudson
Viscount Hudson, of Pewsey in the County of Wilts, war ein erblicher britischer Adelstitel in der Peerage of the United Kingdom.

## Verleihung
Der Titel wurde am 5. Januar 1952 dem konservativen Unterhausabgeordneten Robert Hudson verliehen. Dieser war von 1935 bis 1936 Pensionsminister, 1940 Schifffahrtsminister sowie von 1940 bis 1945 Minister für Landwirtschaft und Fischerei gewesen.
Der Titel erlosch beim Tod von dessen Sohn, dem 2. Viscount, am 28. August 1963.

## Liste der Viscounts Hudson (1952)
- Robert Hudson, 1. Viscount Hudson (1886–1957)
- Robert Hudson, 2. Viscount Hudson (1924–1963)